# حبيان
الحبيان أو أبو شوكة  (الاسم العلمي: Seetzenia lanata)، جنس نبات أحادي الطراز من فصيلة القديسية. أعطانها في الإمارات وقطر والسعودية والكويت وفلسطين وباكستان وأفغانستان والهند، مصر وليبيا والسودان والصومال والجزائر والمغرب والصحراء الغربية وموريتانيا والنيجر والتشاد وجيبوتي وجنوب إفريقيا.